# Grand Prix Pino Cerami 1976
Il Grand Prix Pino Cerami 1976, tredicesima edizione della corsa, si svolse il 8 aprile su un percorso di 231 km, con partenza e arrivo a Wasmuel. Fu vinto dal belga Willy Teirlinck della Gitane-Campagnolo davanti ai suoi connazionali Frans Verbeeck e Guido Van Sweevelt.

## Ordine d'arrivo (Top 10)
| Pos. | Corridore               | Squadra                | Tempo    |
| ---- | ----------------------- | ---------------------- | -------- |
| 1    | Willy Teirlinck         | Gitane-Campagnolo      | 5h41'30" |
| 2    | Frans Verbeeck          | Ijsboerke-Colnago      | s.t.     |
| 3    | Guido Van Sweevelt      | Ijsboerke-Colnago      | s.t.     |
| 4    | Bernard Hinault         | Gitane-Campagnolo      | s.t.     |
| 5    | Jos Jacobs              | Ijsboerke-Colnago      | s.t.     |
| 6    | Englebert Opdebeeck     | Ijsboerke-Colnago      | s.t.     |
| 7    | Jean-Louis Danguillaume | Peugeot-Esso-Michelin  | s.t.     |
| 8    | Ottavio Crepaldi        | Brooklyn               | s.t.     |
| 9    | Yves Hézard             | Gan-Mercier-Hutchinson | s.t.     |
| 10   | Walter Godefroot        | Ijsboerke-Colnago      | s.t.     |